# 새앙쥐 상륙작전
"새앙쥐 상륙작전"은 1989년에 개봉한 대한민국의 영화이다.

## 줄거리
한샘 대학 연영과에 입학한 남정(박남정)은 제니(하제니)를 짝사랑하지만 제니는 노래 서클 귀뚜라미의 리더인 선욱을 좋아한다. 제니는 선욱에게 다가가려 하지만 선욱의 쌀쌀한 반응에 자존심이 상하고 친구 민지와도 멀어져 버린다. 
남정의 도움으로 대학 가요제 예선에 통과한 제니, 하지만 본선에서 떨어지자 예민해져 주위 사람들에게 날카롭게 대한다. 남정은 제니를 통해 형에 대한 생각을 버리고 노래를 결심한다. 심장병 어린이를 위한 기금 마련 공연에 참가하는 남정, 제니는 그를 보며 눈물을 글썽인다. 그리고 남학생들의 기를 누르던 장호는 새앙쥐 상륙작전호를 타고 어디론가 떠난다.

## 캐스팅
- 박남정 : 남정 역
- 하제니 : 제니 역
- 한정국 : 장호 역
- 전수경 : 용주 역
- 신용욱 : 선욱 / 귀뚜라미멤버 1 역
- 석재혁 : 민지 / 귀뚜라미멤버 2 역
- 송재영 : 지영 / 귀뚜라미멤버 3 역
- 최철웅 : 철웅 / 귀뚜라미멤버 4 역
- 권병준 : 원호 역
- 공대봉 : 대봉 역
- 방은희 : 황 교수 역
- 구성주 : 남 교수 역
- 김현남 : 점 PD 역
- 홍정욱 : 남정 형 역
- 고동기 : 어린 남정 역
- 이주나 : 민지짝궁 1 역
- 고희숙 : 민지짝궁 2 역
- 홍근숙 : 리포터 역
- 홍송이 : 여학생 1 역
- 김상현 : 여학생 2 역
- 오미란 : 여학생 3 역
- 박성근 : 남학생 1 역
- 박승진 : 남학생 2 역
- 김남훈 : 남학생 3 역
- 박미선 (특별출연)
- 김용래 (특별출연)
- 강인구 (특별출연)